# Добецин (Лодзинське воєводство)
Добецин (пол. Dobiecin) — село в Польщі, у гміні Белхатув Белхатовського повіту Лодзинського воєводства. Населення — 545 осіб (2011). Розташоване приблизно за 5 кілометрів на схід від Белхатува та за 47 кілометрів на південь від регіональної столиці Лодзь.
У 1975—1998 роках село належало до Пйотрковського воєводства.

## Демографія
Демографічна структура станом на 31 березня 2011 року:
|          | Загалом | Допрацездатний вік | Працездатний вік | Постпрацездатний вік |
| -------- | ------- | ------------------ | ---------------- | -------------------- |
| Чоловіки | 267     | 70                 | 178              | 19                   |
| Жінки    | 278     | 57                 | 165              | 56                   |
| Разом    | 545     | 127                | 343              | 75                   |